# Академия кинематографических искусств и наук

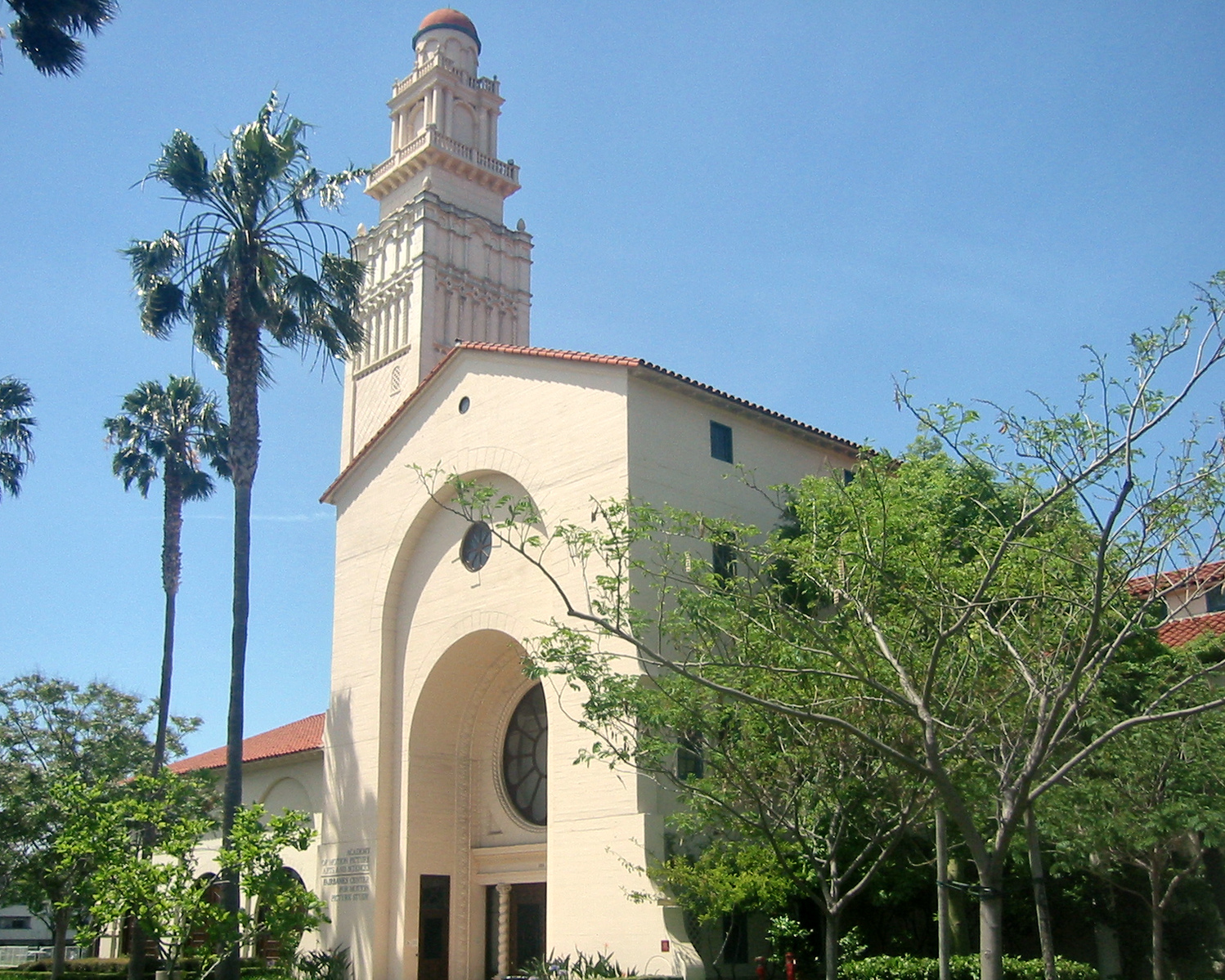
Здание центра обучения киноискусству имени Фейрбенкса в Беверли-Хиллз, Калифорния.

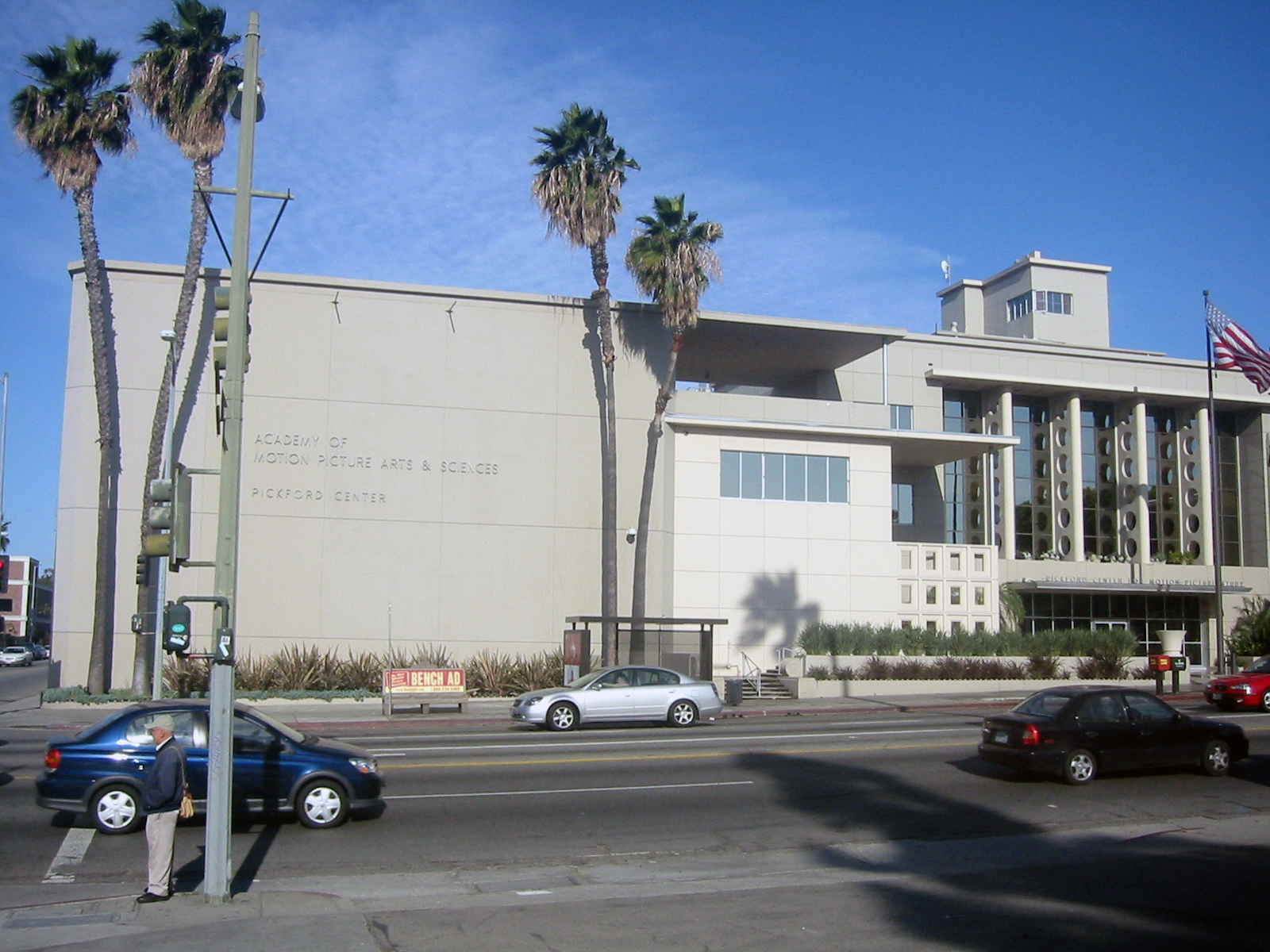
Центр обучения киноискусству имени Мэри Пикфорд в Голливуде.

Америка́нская акаде́мия кинематографи́ческих иску́сств и нау́к (англ. Academy of Motion Picture Arts and Sciences, A.M.P.A.S.) основана 11 мая 1927 года в штате Калифорния (США) как организация профессионалов на общественных началах, посвящённая продвижению кинематографа.
Академия объединяет более 8000 профессионалов киноиндустрии. Общее количество членов Академии, имеющих право голоса, на данный момент — 8298 человек:
- средний возраст членов Академии — 63 года,
- 76 % членов Академии — мужчины,
- 94 % членов Академии — белые,
- общее число академиков-актёров — 1176 человек,
- общее число академиков-режиссёров — 377 человек.

Несмотря на то, что большинство академиков проживает в Соединённых Штатах Америки, возможность присоединиться к академии открыта и для деятелей кино всего остального мира.
Академия имеет мировую известность благодаря ежегодному вручению кинопремии «Оскар». Помимо этого, Академия также производит ежегодное награждение студенческой премией и ежегодно вручает не более пяти премий «Николл» кинодраматургам. Академия управляет библиотекой Маргарет Херрик (в Центре обучения киноискусству имени Фэрбенкса), расположенной в Беверли-Хиллз (штат Калифорния), и Центром обучения киноискусству имени Пикфорд в Голливуде.
В августе 2022 года президентом Академии была избрана продюсер Джанет Янг.

## Отбор номинантов на «Оскар»
Академия имеет 15 подразделений, имеющих право голоса (актёры, режиссёры, композиторы, специалисты по монтажу и пр.). Каждое подразделение представлено правлением (среди членов правления в подразделении актёров были Аннет Бенинг, Альфред Молина, режиссёров — Кэтрин Бигелоу, Майкл Манн, Стивен Спилберг). Каждое из 15 подразделений выбирает 5 номинантов в своей сфере. Например, актёры выбирают номинантов в четырёх актёрских категориях. Все академики без исключения голосуют за номинантов в категории «Лучший фильм», что является одной из причин расхождений в номинациях «Лучший фильм» и «Лучший режиссёр». Начиная с 2011 года, количество номинантов в главной категории варьируется от 5 до 10. Тогда же было введено правило, по которому номинанты в категории «Лучший фильм» должны набрать более 5 % голосов.  После того, как все 15 подразделений проголосовали, они направляют бюллетени в одну из крупнейших аудиторских компаний — «PricewaterhouseCoopers», которая занимается подсчётом голосов. Компания использует сложную, многоуровневую систему подсчёта, которая исключает подлог и любые технические погрешности.

## История
Создание Академии было задумано Луисом Бартом Майером, главой компании «Metro-Goldwyn-Mayer» (MGM). Он хотел создать организацию, которая выступала бы посредником в профессиональных спорах и улучшала образ индустрии. Воскресным вечером, Майер и трое других кинематографистов — актёр Конрад Найджел, режиссёр Фред Нибло и глава Ассоциации кинопродюсеров Фред Битсон — стали обсуждать эту идею. Первоначально идея этого элитного клуба заключалась в организации ежегодного банкета, а о наградах речи тогда ещё не было. Они также постановили, что членство в их организации должно быть открыто только для представителей пяти профессиональных категорий: актёров, режиссёров, сценаристов, операторов и продюсеров.
После этой встречи Майер собрал группу из тридцати шести влиятельных представителей киноиндустрии и пригласил их на официальный банкет, который должен был пройти 11 января 1927 года в лос-анджелесском отеле «Амбассадор». Там он объявил собравшимся о своём решении создать американскую академию кинематографических искусств и наук, которая будет открыта для людей, внёсших вклад в кинематограф. Все гости, находившиеся на банкете, стали её основателями.
Дуглас Фэрбенкс-старший был избран первым президентом академии.
8 августа 2017 года президентом Академии был избран лауреат Каннского кинофестиваля 74-летний оператор Джон Бэйли. До этого Бэйли 14 лет занимал место в управлении операторского отделения киноакадемии.

## Основатели Академии
Актёры
- Ричард Бартелмесс
- Гарольд Ллойд
- Конрад Найджел
- Мэри Пикфорд
- Милтон Силлс
- Дуглас Фэрбенкс
- Джек Холт

Продюсеры
- Фред Битсон
- Сид Громан
- Чарльз Х. Кристи
- Джесси Луис Ласки
- М. С. Леви
- Луис Б. Майер
- Гарри Рапф
- Ирвинг Тальберг
- Гарри Уорнер
- Джек Уорнер
- Милтон Хоффман
- Джозеф М. Шенк

Режиссёры
- Сесил Блаунт Демилль
- Генри Кинг
- Фрэнк Ллойд
- Фред Нибло
- Джон М. Стал
- Рауль Уолш

Сценаристы
- Фрэнк Э. Вудс
- Бенджамин Глэйзер
- Джини Макферсон
- Бесс Мередит
- Кэри Уилсон
- Джозеф Фарнэм

Технические работники
- Джозеф Артур Болл
- Седрик Гиббонс
- Рой Померой

Юристы
- Джордж У. Коэн
- Эдвин Лоуб

## Президенты Академии
Президенты избираются сроком на один год и не могут быть избраны более, чем на четыре срока подряд.
- Дуглас Фэрбенкс (1927—1929)
- Вильям Демилль (1929—1931)
- М. С. Леви (1931—1932)
- Конрад Найджел (1932—1933)
- Дж. Теодор Рид (1933—1934)
- Фрэнк Ллойд (1934—1935)
- Фрэнк Капра (1935—1939)
- Уолтер Вангер (1939—1941, 1941—1945)
- Бетт Дейвис (1941; ушла с должности через два месяца)
- Джин Хершолт (1945—1949)
- Чарльз Брэкетт (1949—1955)
- Джордж Ситон (1955—1958)
- Джордж Стивенс (1958—1959)
- Б. Б. Кахейн (1959—1960)
- Валентайн Дейвис (1960—1961)
- Уэнделл Кори (1961—1963)
- Артур Фрид (1963—1967)
- Грегори Пек (1967—1970)
- Дэниел Тарадаш (1970—1973)
- Уолтер Мириш (1973—1977)
- Говард У. Кох (1977—1979)
- Фэй Канин (1979—1983)
- Джин Аллен (1983—1985)
- Роберт Уайз (1985—1988)
- Ричард Кан (1988—1989)
- Карл Молден (1989—1992)
- Роберт Реме (1992—1993, 1997—2001)
- Артур Хиллер (1993—1997)
- Фрэнк Пирсон (2001—2005)
- Сид Гэнис (2005—2009)
- Том Шерак (2009—2012)
- Хоук Кох (2012—2013)
- Шерил Бун Айзекс (2013—2017)
- Джон Бэйли (2017—2019)
- Дэвид Рубин[англ.] (2019—2022)
- Джанет Янг[англ.] (2022 — н. в.)